# Excelsis
Pour les articles homonymes, voir Excelsis (homonymie).
 (septembre 2024).
Si vous disposez d'ouvrages ou d'articles de référence ou si vous connaissez des sites web de qualité traitant du thème abordé ici, merci de compléter l'article en donnant les références utiles à sa vérifiabilité et en les liant à la section « Notes et références ».
Excelsis ou XL6 est une maison d'édition protestante évangélique, fondée en 1995 par Jan Hendrik Dijkman et des professeurs de théologie francophones.
Son siège social est situé en France à Charols dans la Drôme. 
Sa production éditoriale est fondée sur la Bible dans la version Semeur, des ouvrages de réflexion théologique et éthique ainsi que des ouvrages pour les enfants et la jeunesse. Par ailleurs, la société diffuse une trentaine de maisons d'édition dans toute la francophone